# 清兒車站
清兒車站（日语：／ Sechigo eki */?）是屬水間鐵道水間線之車站，位於大阪府貝塚市清兒。 

## 車站構造
側式月台1面1線的地面車站。無人站。

## 車站周邊
- 大阪府立貝塚南高等学校

## 歷史
- 1925年12月24日：設站。

## 相鄰車站
水間鐵道
水間線
石才－清兒－名越

## 相關題目
- 日本鐵路車站列表

1. ↑  大阪府統計年鑑（平成23年）PDF